# Hornický dům (Sokolov)
Hornický dům (od roku 1994 Městský dům kultury Sokolov) je víceúčelová stavba v Sokolově v Karlovarském kraji. Nachází se v centru města v ulici 5. května, přiléhající k náměstí Budovatelů. Původně sloužil jako tzv. hornický spolkový dům, postupně se stal důležitým střediskem společenského, politického a kulturního života. Od roku 2004 se v budově Hornického domu nachází sokolovské infocentrum. Je chráněn jako kulturní památka.

## Historie

### Příprava a projekty
Po vybudování Buštěhradské dráhy, která umožnila přepravovat vyšší množství uhlí, nastal na Falknovsku (dnešním Sokolovsku) zvýšený stavební ruch. Po vzniku Československa měl stát zájem o utlumení místního německého nacionalismu a podporoval novou výstavbu.
Při ministerstvu veřejných prací byl zřízen odbor pro sociální péči horníků. Ve Fondu pro sociální péči horníků se soustředily finanční prostředky a roku 1922 rozhodlo ministerstvo o výstavbě tzv. spolkových domů. Začaly se realizovat spolkové domy v hornických městech v Mostě (1922), Zbýšově (1926) a Ostravě (1926).
V otázkách stavby spolkového domu v Sokolově byla aktivní zejména Revírní rada v Karlových Varech a Adolf Pohl, poslanec za německou sociálně demokratickou stranu. Po intenzivních jednáních rozhodl roku 1922 odbor pro sociální péči hornickou ministerstva veřejných prací, že stavba bude zahájena co nejdříve. Urychleně byl vybrán pozemek na dosud nezastavěné části města v sousedství tehdy probíhající stavby Hornické nemocenské pojišťovny Egerländer Bruderlade.
První návrhy na stavbu byly předloženy ministerstvu již v roce 1922 a do užšího výběru se dostal projekt architekta Rudolfa Welse, jenž byl po dopracování v lednu 1923 vybrán. V červnu 1923 ministerstvo konstatovalo, že výkresy v měřítku 1:200 poskytují dostatečný podklad pro vypsání veřejné soutěže na stavební práce. O rychlosti, kterou projekt postupoval, svědčí i termíny. Soutěž byla vypsána 11. června 1923 s termínem odevzdání 10. srpna 1923. I přes šibeniční termín 2 měsíců se do soutěže přihlásilo 28 firem. Zadávací komise vybrala 10. září 1923 sdružení firem Ing. Gustav Dittrich – Most a arch. Strnad – Praha. S architektem Welsem uzavřelo ministerstvo smlouvu o technickém dozoru. V prostoru, který dříve sloužil jako zahrádky sokolovských občanů, došlo k vykoupení pozemků státem.
Část zahrádkářské kolonie před hlavním průčelím byla po určitou dobu občanům ponechána, o čemž svědčí zejména dobová fotografie z roku 1930.

### Realizace stavby

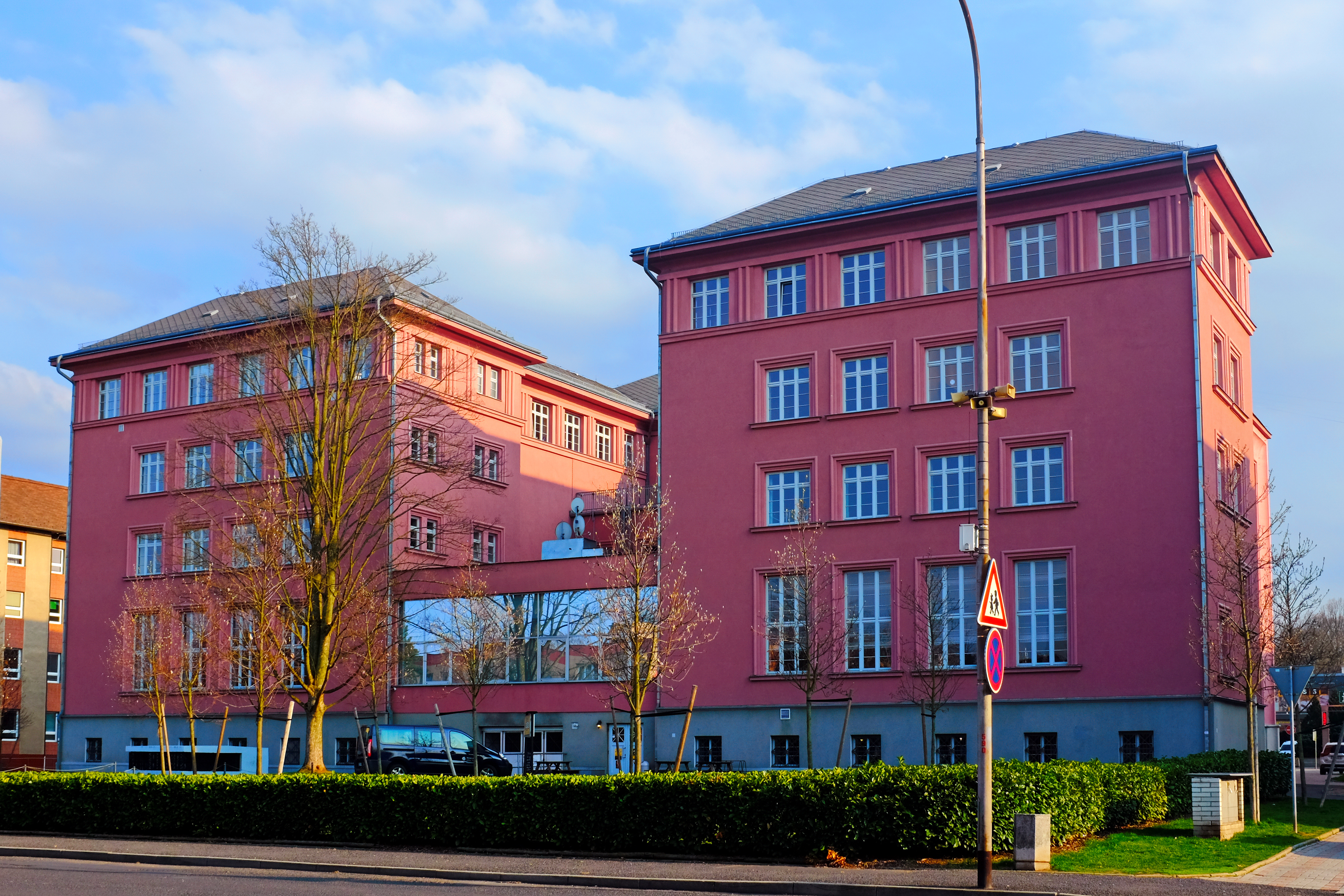
Pohled na zadní trakt

Celou stavbu financoval československý stát a po dokončení svěřil budovu do péče hornických odborů. Později se objevily informace, že na financování stavby se podíleli i horníci, kterým měly být údajně strhávány peníze z výplaty. To se ovšem nikdy nepotvrdilo. Šlo o výmysl, pravděpodobně z 50. let 20. století. Nepravdivé údaje se vžily a opisovaly.
Základy stavby byly prováděny ručně, bez použití stavební techniky, pouze lopatami a krumpáči a kolečky. Teprve při betonáži byly využity míchačky. Výstavba probíhala rychle a bez větších obtíží. Na stavbě pracovalo průběžně zhruba 200 dělníků, a jak bylo konstatováno při slavnostním dokončení, nedošlo k žádnému pracovnímu úrazu. Slavnostní předání hotové stavby do provozu, včetně chodníků a zeleně, se uskutečnilo 4. října 1925.
Zastavěná plocha činí 2 187,8 m², délka průčelí 43,85 m, hloubka k zadnímu traktu 46,05 m a obestavěný prostor 43 016 m³.
Samostatně stojící budova má dvě podzemní a čtyři nadzemní podlaží. Hlavní trakt, v němž je umístěn velký sál, má šířku 44 metrů, hloubku 22 metrů, hřeben budovy je ve výšce 26 metrů. Na hlavní trakt na půdorysu písmene U navazují v severní části dvě křídla o rozměrech 9,5 x 20,5 metrů. V křídlech se nacházejí menší sály a místnosti. Vstup do budovy je řešen vnějším pravoúhlým schodištěm s nástupem ze tří stran. Na horní podestě, ve výšce 294 cm nad úrovní chodníku, je umístěno 6 pilířů, které podepírají terasu, přístupnou z velkého sálu. Fasádu oživovaly profilové rámy a ústupkové šambrány kolem oken.
Stavba je příkladem meziválečné moderny, ukázkou symbiózy moderního klasicismu a funkcionalismu s prvky Loosovy školy.

#### Reliéf – Jeden den ze života horníka

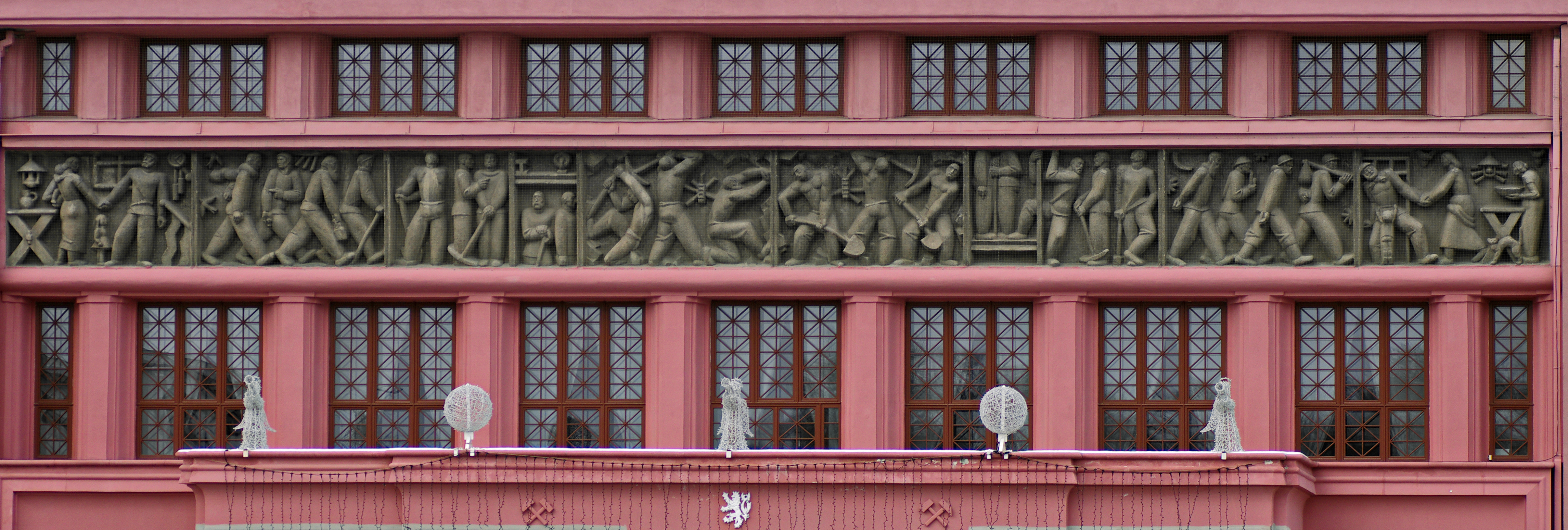
Reliéf v průčelí budovy - "Jeden den ze života horníka"

V průčelí fasády budovy je nad terasou zasazen monumentální reliéf pojmenovaný "Jeden den ze života horníka". Je umístěn ve 3 metry vysokém vlysu, z toho vlastní sochařské dílo je 2,1 metrů vysoké a 29,27 metrů dlouhé. Reliéf patřil v době svého vzniku mezi první díla, která zobrazovala obyčejné lidi. Je rozdělen do osmi částí, které vytváří příběh z denního života horníka. Zobrazuje: Loučení s rodinou, Cestu do práce, Přípravu k práci a fárání, dvě části Práce v dole, Vyfárání, Cestu domů a Opětovné shledání s rodinou. Autorem nejvýznamnějšího uměleckého artefaktu z roku 1923 je karlovarský sochař Wilhelm Srb-Schlossbauer. S námětem přišel pravděpodobně již architekt Wels, protože reliéf je již zakreslen na jeho projektu z dubna 1923, dokonce v realizované podobě. Ke spolupráci byl přizván krásenský sochař Willy Russ. Dlouhou dobu se v české literatuře psalo, že reliéf je dílem sochaře Otto Gutfreunda. Tuto informaci uváděl český průvodce z nakladatelství Orbis už roku 1936. Zatímco česká literatura údaj automaticky přebírala, německá regionální literatura vždy uváděla Wilhelma Srba-Schlossbauera. Teprve od roku 1985, kdy karlovarský historik Stanislav Burachovič potvrdil správně autora, se v české literatuře mylné autorství Otto Gutfreunda neuvádí. Zajímavostí je, že při opravách Hornického domu ke konci 60. let 20. století se objevily tendence tento reliéf odstranit. Jeho zničení zabránila argumentace, že motiv reliéfu přece oslavuje pracujícího horníka.

#### Interiér

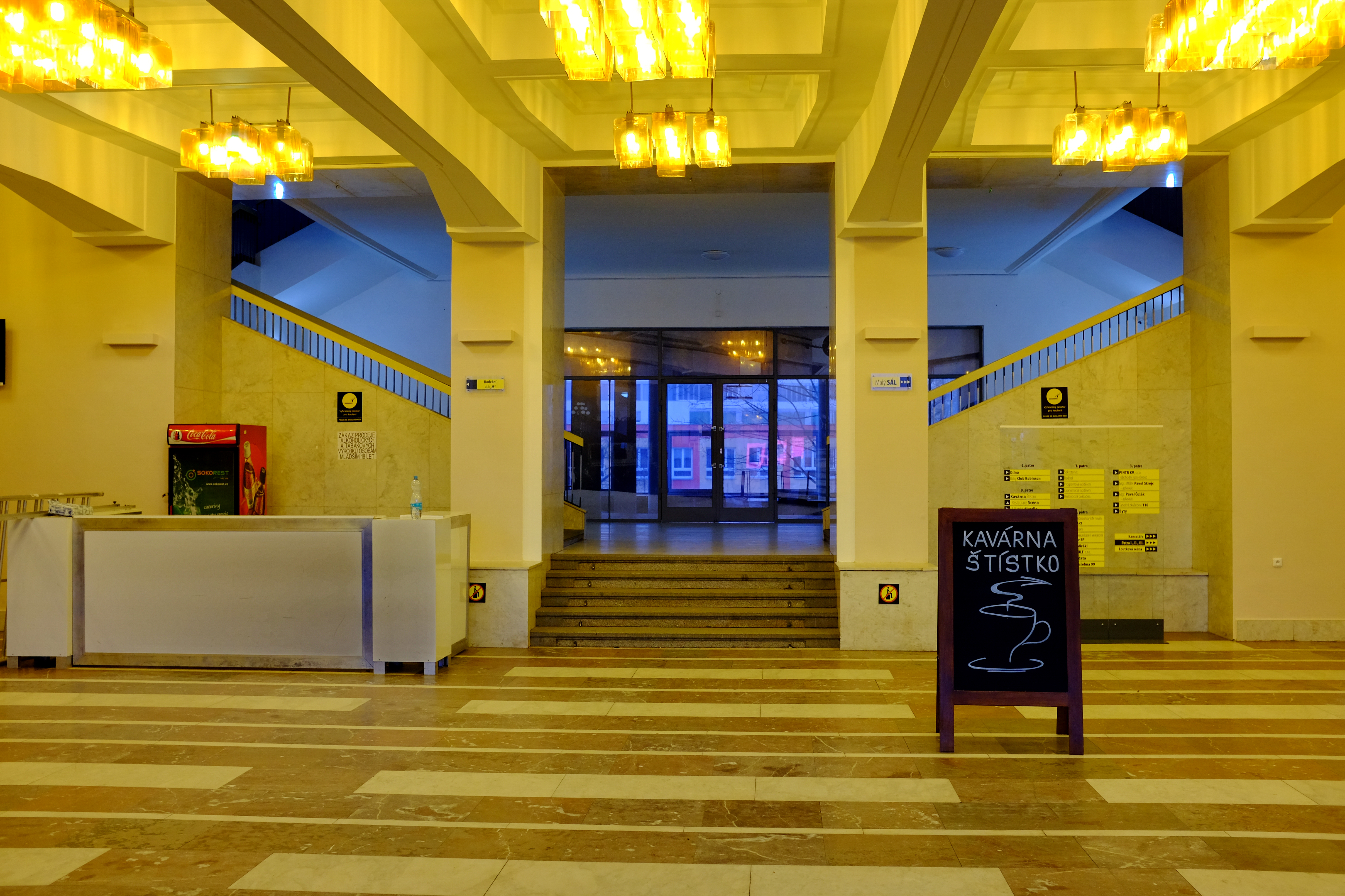
Vstupní hala

Vnitřní uspořádání bylo podřízeno funkci, kterou měla stavba splňovat. Kromě sálů pro spolkovou činnost byly do objektu umístěny restaurační provozy, kuchyně, ale i kanceláře a byty. Po dokončení stavby bylo v budově celkem šestnáct bytů o výměře od 44 m² do 60 m². K oddělení jednotlivých prostor bylo využito mimoúrovňové řešení, tzv. Raumplan. Například velký sál a malé sály měly mezi sebou výškový rozdíl asi 100 cm, rovněž z velkého sálu přístupná terasa byla 328 cm nad úrovní podlahy velkého sálu. Velký sál ve druhém nadzemním podlaží má plochu 460 m² a ze vstupní haly se k němu přicházelo po dvou schodištích. Na velký sál navazovalo jeviště o ploše 90 m² a dva menší sály, každý o ploše 122 m². Do velkého sálu bylo možno umístit 650 židlí. Dalším samostatným prostorem byl kinosál s 267 místy k sezení, ve kterém se začalo promítat ihned po dokončení. Kino bylo v provozu až do roku 1996, kdy bylo zrušeno a přebudováno na divadlo.

### Období druhé světové války
Roku 1940 v období německé okupace byl Hornický dům zabrán nacisty, vlastnictví převedeno na německý stát a v budově byl umístěn krajský dům NSDAP. Po osvobozování Sokolova americkou armádou dne 7. května 1945 zabrala Hornický dům osvobozenecká armáda. Budovu využívala do července 1945. Po válce bylo obsazení Američany kritizováno, ale vzhledem k tehdejším poměrům to bylo nutné. Zabránilo se tak rozkrádání a vandalizmu.

### Poválečné období
Krátce po skončení druhé světové války se Hornický dům vrátil československému státu. V prosinci 1945 ministerstvo průmyslu, později ministerstvo práce a sociální péče, restaurační provozy pronajalo.
V prosinci 1949 přešel Hornický dům do správy Hnědouhelných dolů a briketáren v Sokolově. Byl využíván zejména ke kulturním účelům. Především hudební orchestry, taneční a pěvecké skupiny při Hornickém domě navazovaly na předválečnou tradici. Hornický dům byl využíván do roku 1967, technický stav se však postupně zhoršoval a proto byla zahájena zásadní rekonstrukce. V letech 1967 až 1970 byla provedena celá řada úprav původní budovy. Byl zrušen dvůr a na jeho místě vznikla zimní zahrada. Změnil se celkový vzhled budovy, který se přiblížil ke slohu socialistického realismu (Sorela), slohu 50. let 20. století. Mnoho návštěvníků se proto domnívalo, že se jedná o novodobou stavbu. To umocňovaly i nové fasády, které byly provedeny šedým brizolitem.
Slavnostní otevření po opravách, kterého se účastnil tehdejší prezident Ludvík Svoboda, proběhlo 7. září 1970.
Po roce 1970 vlastnily Hornický dům Báňské stavby Sokolov n.p., restaurační zařízení provozovaly RaJ Sokolov.
Dne 24. března 1994 byl Hornický dům převeden na město Sokolov a přejmenován na Městský dům kultury a 1. prosince 2004 bylo v prostorách Městského domu kultury otevřeno sokolovské infocentrum. Po ukončení 1. etapy revitalizace byla 4. září 2006 na fasádě budovy odhalena pamětní deska Rudolfu Welsovi.
| „                                                                                           | Dnes se již nikdo samozřejmě nedozví, jaké myšlenky se honily v hlavě autora dnešního "Horňáku", kterým byl Ing. arch. Rudolf Wels, lze však právem předpokládat, že již před 90 lety si byl tento architekt dobře vědom, že se na jeho rýsovacím prkně rodí stavba, která se stane pomyslným srdcem města. | “ |
| — Bc. Jan Picka, starosta města Sokolov, u příležitosti oslav 90. narozenin Hornického domu | |   |

## Galerie

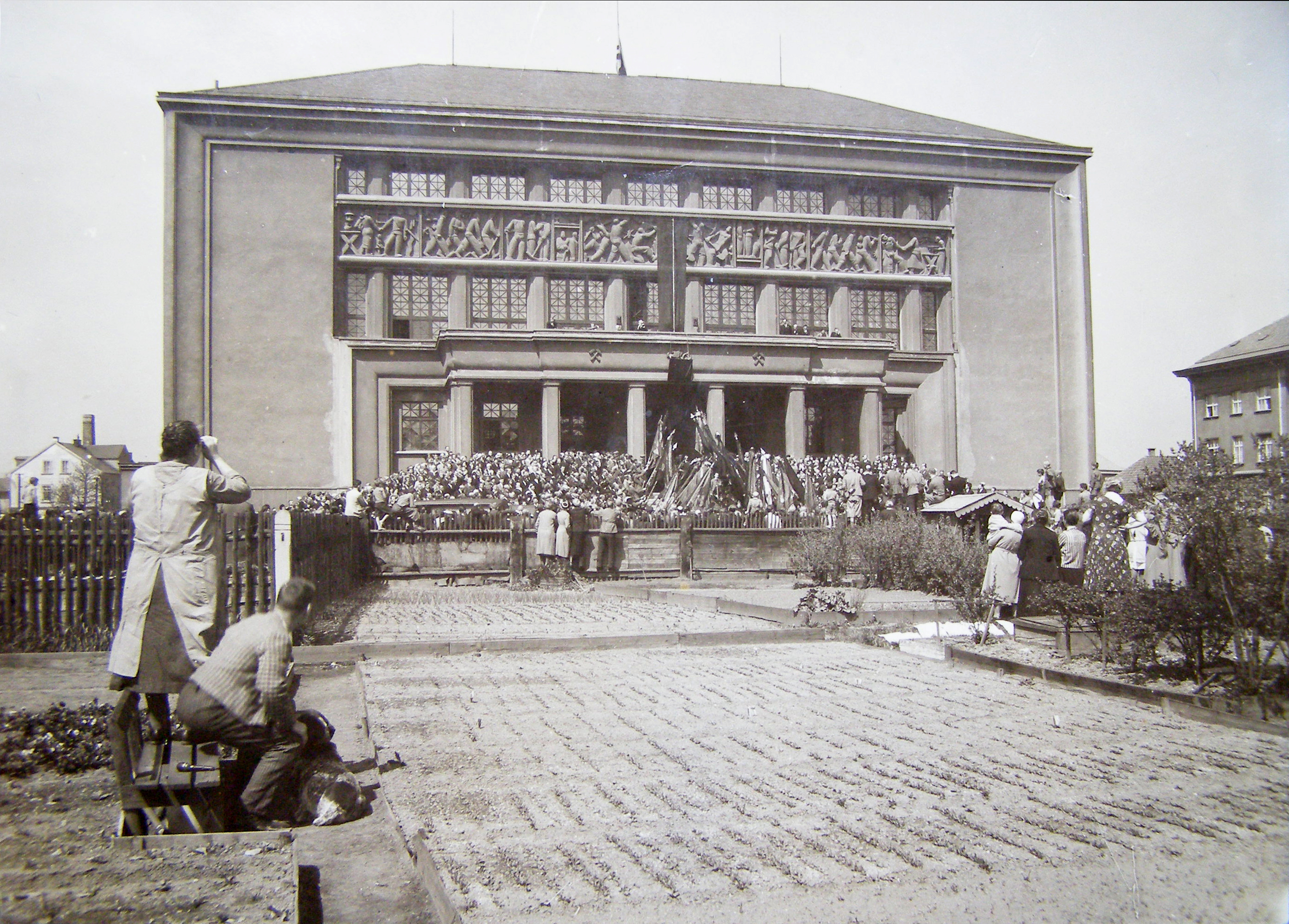
Fotografie z roku 1933 pohřeb Adolfa Pohla
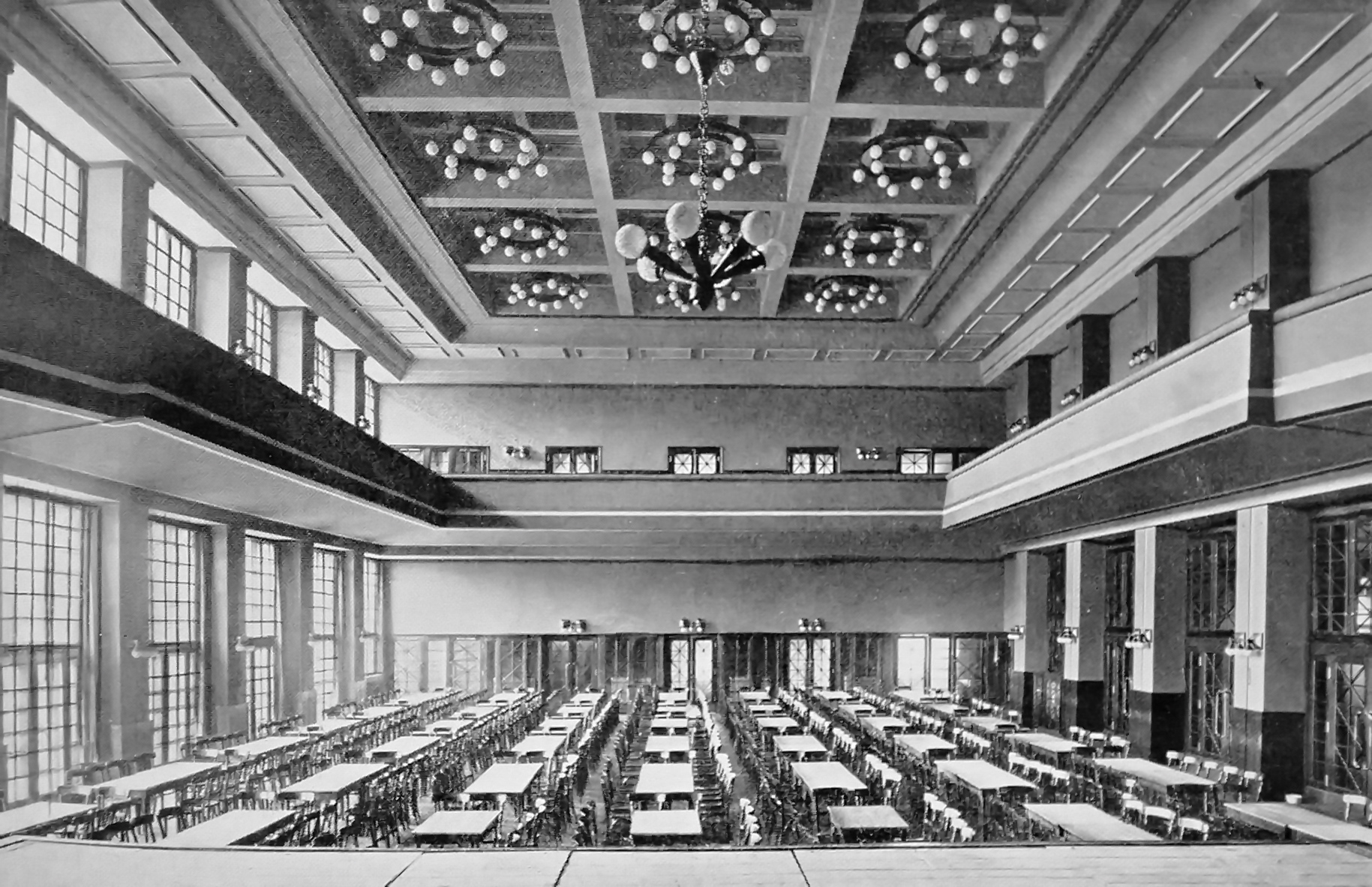
Velký sál v roce 1926
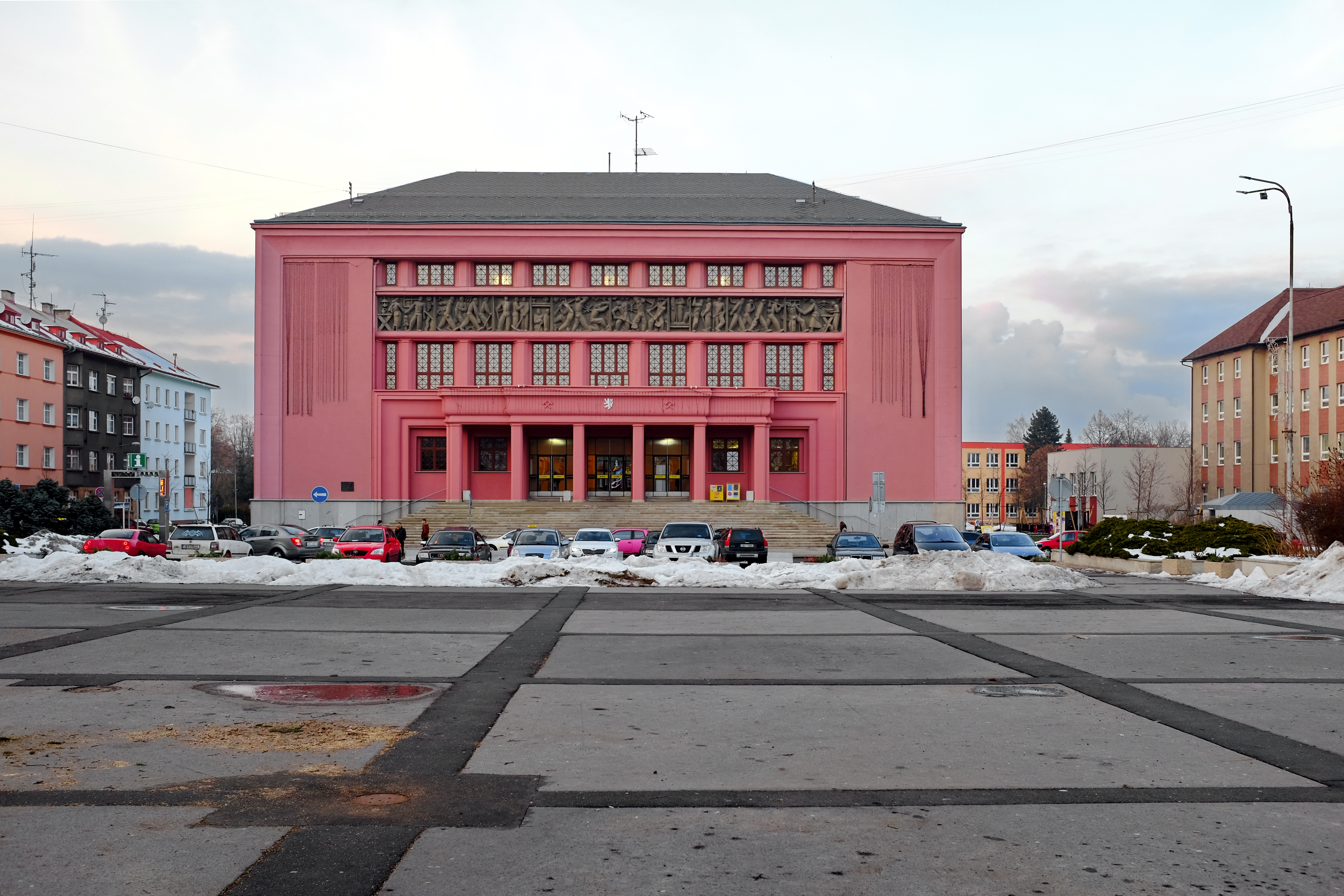
Pohled z náměstí Budovatelů
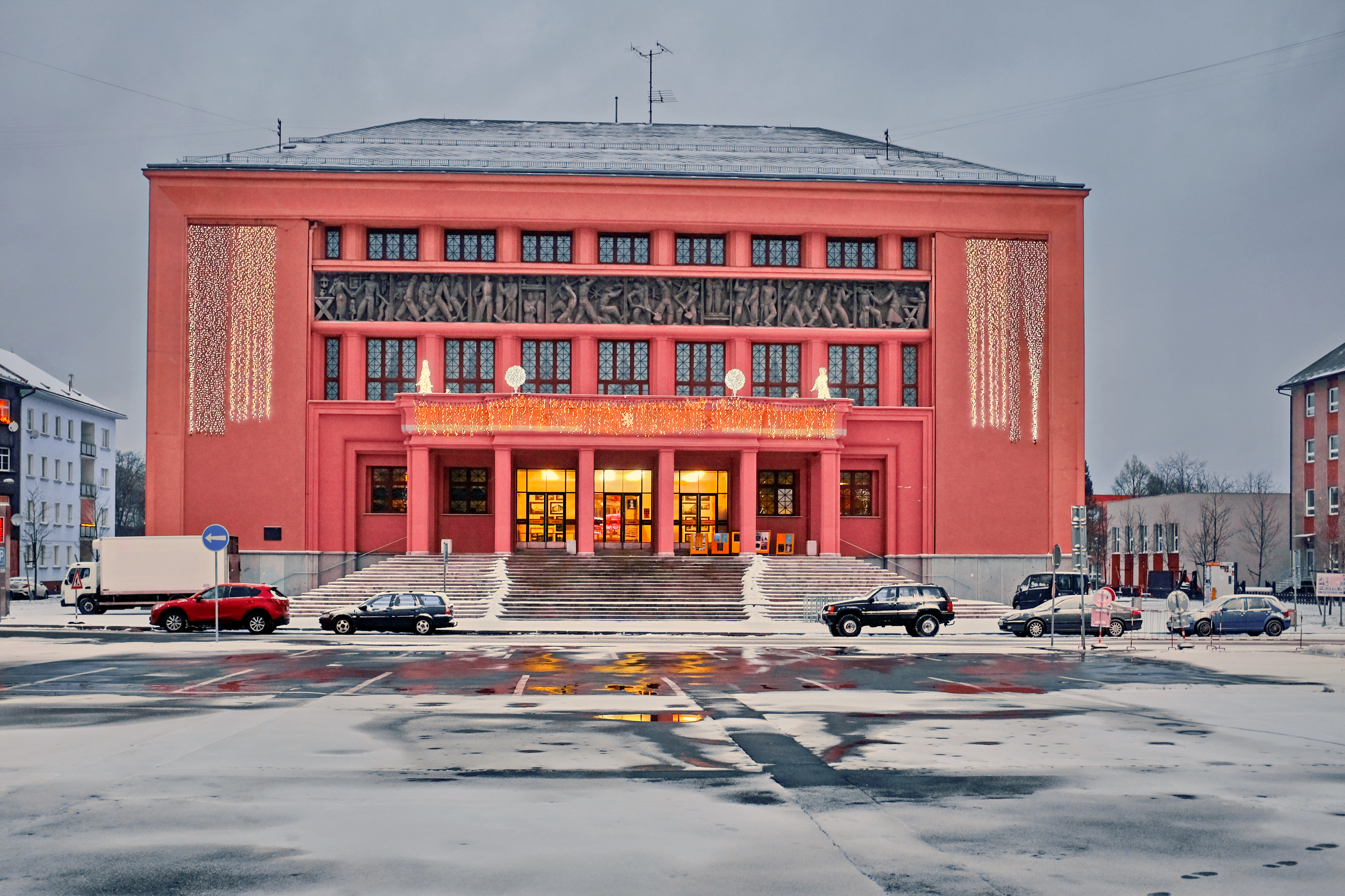
Vánoční osvětlení
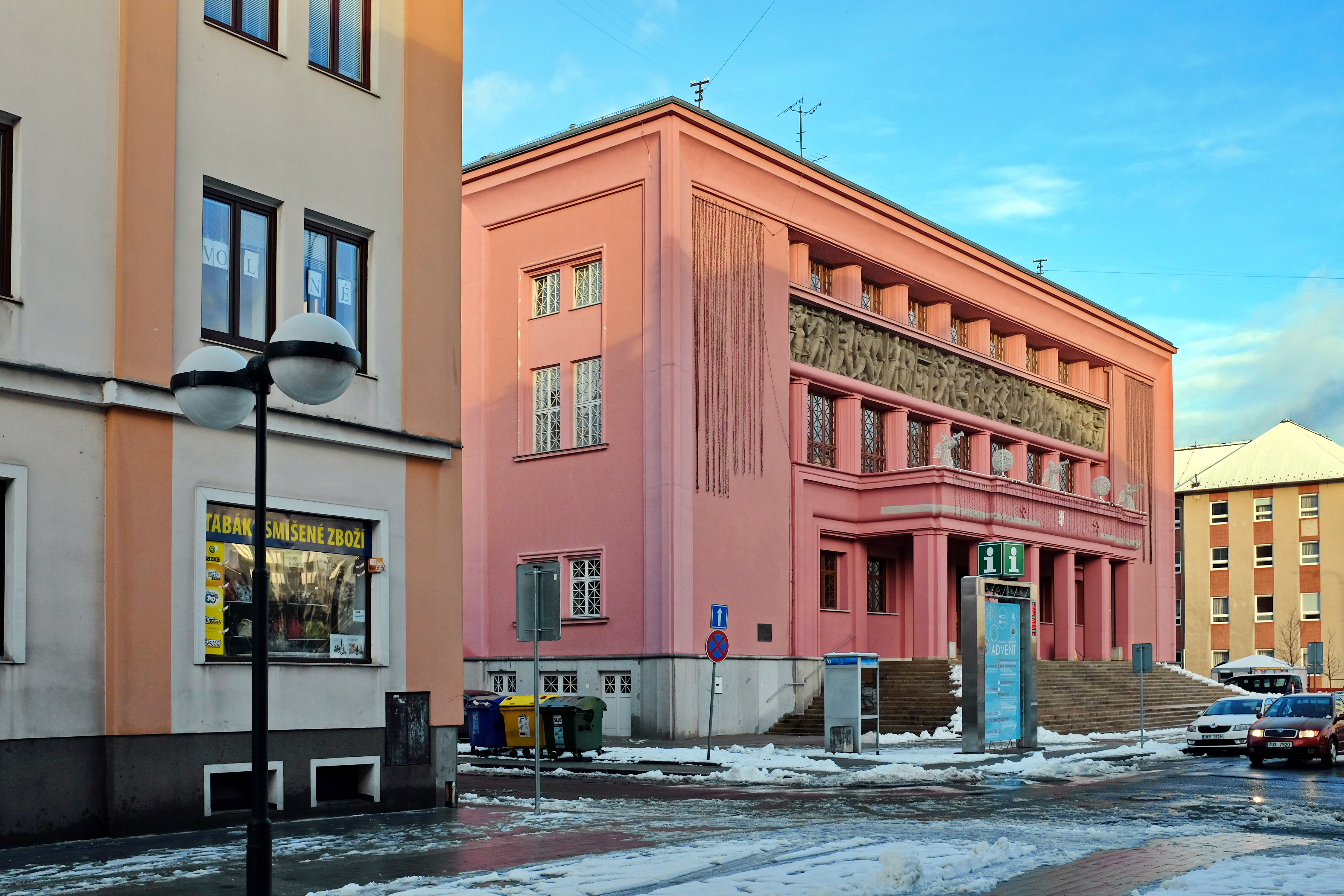
Pohled od jihozápadu
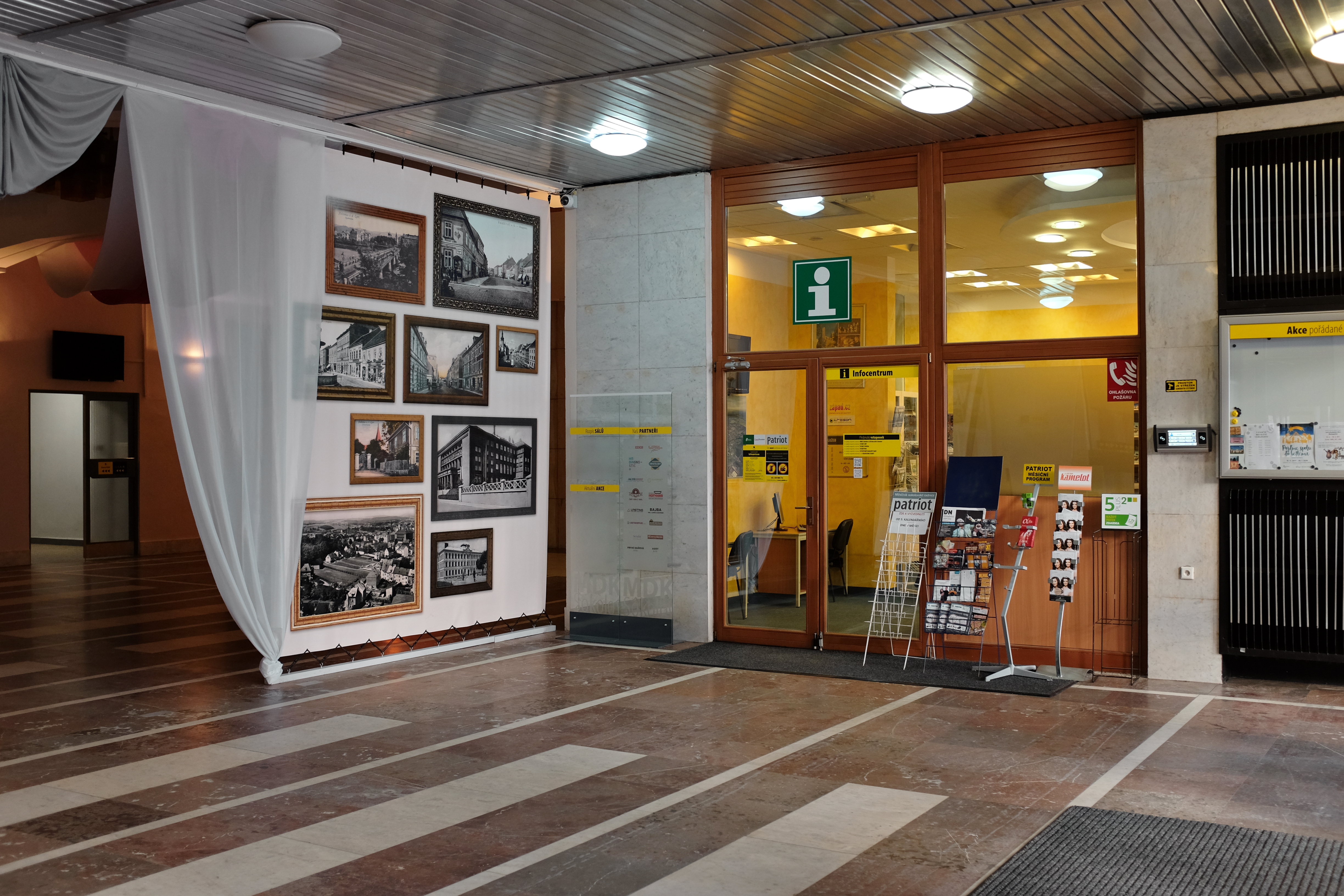
Sokolovské infocentrum
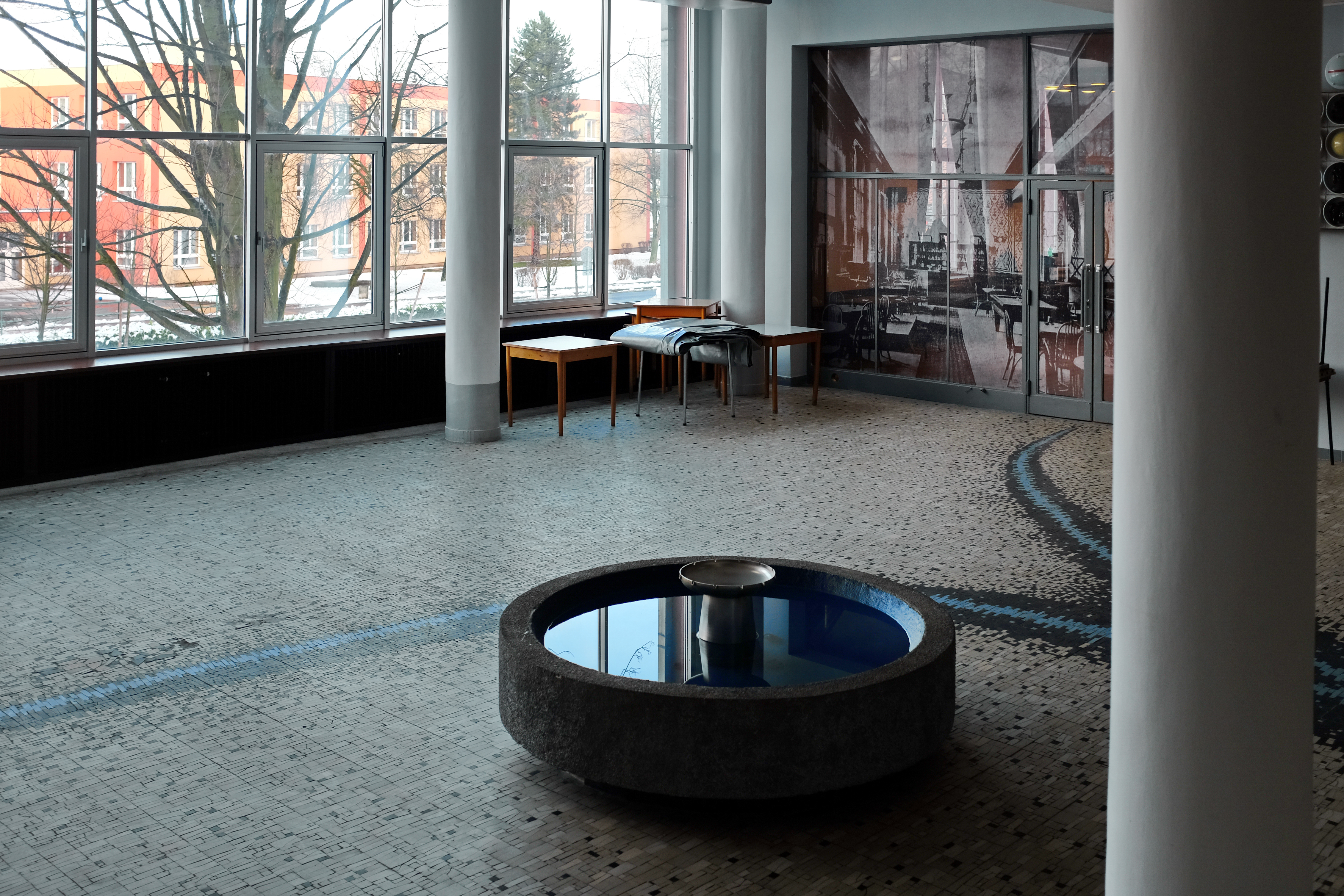
Zimní zahrada
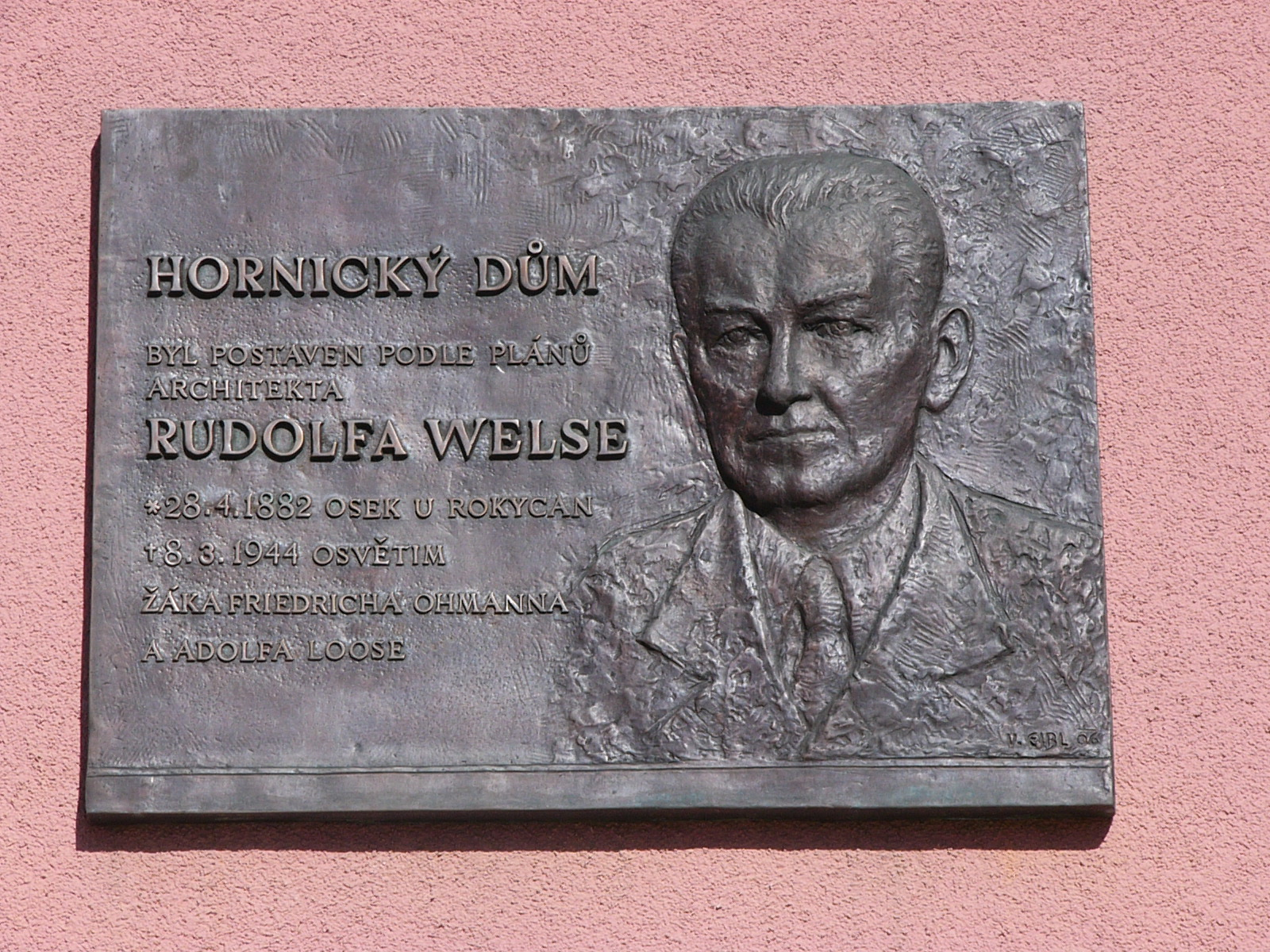
Pamětní deska Rudolfa Welse